# Хесус Фернандес Колладо
Хесус Фернандес Колладо (ісп. Jesús Fernández Collado, нар. 11 червня 1988, Мадрид) — іспанський футболіст, воротар клубу «Реал Мадрид».
У складі мадридського «Реалу» ніколи не був основним голкіпером, але виграв разом з командою чемпіонат Іспанії, два Кубка Іспанії, один національний Суперкубок та став переможцем Ліги чемпіонів УЄФА.

## Ігрова кар'єра
Народився 11 червня 1988 року в місті Мадрид. Розпочав займатись футболом 1998 року у місцевій команді «Адарве», з якої у 2004 році перейшов до школи «Вільярреалу». Завершив навчання у кантері «Хетафе», де перебував у 2006–2007 роках.
2007 року підписав свій перший професійний контракт з «Нумансією», проте перші два сезони виступав за другу команду у чемтертому за рівнем дивізіоні Іспанії, де був основним воротарем.
Влітку 2009 року, після того як основна команда вилетіла з Ла Ліги і втратила низку основних гравців, Хесус був переведений до основної команди із Сорії, проте у наступному сезоні 2009-10 зіграв лише в 5 матчах чемпіонату, в яких пропустив 11 голів.
2010 року уклав контракт з мадридським «Реалом», проте виступав здебільшого за «Реал Мадрид Кастілья», у складі якої провів три роки своєї кар'єри гравця, ставши 2011 року переможцем Сегунди Б, третього за рівнем дивізіону Іспанії. Граючи у складі фарм-клуба мадридського «Реала» також здебільшого виходив на поле в основному складі команди.
За основну команду «Реала» дебютував 21 травня 2011 року, замінивши Єжи Дудека в останньому матчі сезону проти «Альмерієї» (8:1).. Другий матч за «вершкових» Хесус провів лише через сезон в матчі чемпіонату проти «Осасуни». Наразі встиг відіграти за королівський клуб 2 матчі в національному чемпіонаті.

## Статистика виступів

### Статистика клубних виступів
| Сезон                            | Команда                          | Чемпіонат                        | Чемпіонат | Чемпіонат | Національний кубок | Національний кубок | Національний кубок | Континентальні кубки | Континентальні кубки | Континентальні кубки | Інші змагання | Інші змагання | Інші змагання | Усього | Усього |
| Сезон                            | Команда                          | Ліга                             | Ігор      | Голів     | Ліга               | Ігор               | Голів              | Ліга                 | Ігор                 | Голів                | Ліга          | Ігор          | Голів         | Ігор   | Голів  |
| -------------------------------- | -------------------------------- | -------------------------------- | --------- | --------- | ------------------ | ------------------ | ------------------ | -------------------- | -------------------- | -------------------- | ------------- | ------------- | ------------- | ------ | ------ |
| 2007-08                          | «Нумансія Б»                     | ТД (IV)                          | 33        | -?        | —                  | —                  | —                  | —                    | —                    | —                    | —             | —             | —             | 33     | -?     |
| 2008-09                          | «Нумансія Б»                     | ТД (IV)                          | 33        | -?        | —                  | —                  | —                  | —                    | —                    | —                    | —             | —             | —             | 33     | -?     |
| Усього за «Нумансію Б»           | Усього за «Нумансію Б»           | Усього за «Нумансію Б»           | 66        | -?        |                    | —                  | —                  |                      | —                    | —                    |               | —             | —             | 66     | -?     |
| 2009-10                          | «Нумансія»                       | СД (II)                          | 5         | −11       | КІ                 | 0                  | −0                 | —                    | —                    | —                    | —             | —             | —             | 5      | −11    |
| 2010-11                          | «Реал Мадрид Кастілья»           | СДВ (III)                        | 26        | −27       | —                  | —                  | —                  | —                    | —                    | —                    | —             | —             | —             | 26     | −27    |
| 2011-12                          | «Реал Мадрид Кастілья»           | СДВ (III)                        | 21+2      | −18 + −1  | —                  | —                  | —                  | —                    | —                    | —                    | —             | —             | —             | 23     | -      |
| 2012-13                          | «Реал Мадрид Кастілья»           | СД (II)                          | 14        | −23       | —                  | —                  | —                  | —                    | —                    | —                    | —             | —             | —             | 27     | 3      |
| Усього за «Реал Мадрид Кастілью» | Усього за «Реал Мадрид Кастілью» | Усього за «Реал Мадрид Кастілью» | 61+2      | −68 + −1  |                    | —                  | —                  |                      | —                    | —                    |               | —             | —             | 63     | −69    |
| 2010-11                          | «Реал Мадрид»                    | ПД                               | 1         | −0        | КІ                 | 0                  | −0                 | ЛЧ                   | 0                    | −0                   | —             | —             | —             | 1      | −0     |
| 2011-12                          | «Реал Мадрид»                    | ПД                               | 0         | −0        | КІ                 | 0                  | −0                 | ЛЧ                   | 0                    | −0                   | СІ            | 0             | −0            | 0      | −0     |
| 2012-13                          | «Реал Мадрид»                    | ПД                               | 1         | −2        | КІ                 | 0                  | −0                 | ЛЧ                   | 0                    | −0                   | СІ            | 0             | −0            | 1      | −2     |
| 2013-14                          | «Реал Мадрид»                    | ПД                               | 0         | −0        | КІ                 | 0                  | −0                 | ЛЧ                   | 0                    | −0                   | —             | —             | —             | 0      | −0     |
| Усього за «Реал Мадрид»          | Усього за «Реал Мадрид»          | Усього за «Реал Мадрид»          | 2         | −2        |                    | —                  | —                  |                      | —                    | —                    |               | —             | —             | 2      | −2     |
| Усього за кар'єру                | Усього за кар'єру                | Усього за кар'єру                | 136       | −82+      |                    | —                  | —                  |                      | —                    | —                    |               | —             | —             | 136    | −82+   |

## Титули і досягнення
- Чемпіон Іспанії (1):

«Реал Мадрид»: 2011-12
- Володар Кубка Іспанії з футболу (2):

«Реал Мадрид»: 2010-11, 2013-14
- Володар Суперкубка Іспанії (1):

«Реал Мадрид»: 2012
- Переможець Ліги чемпіонів УЄФА (1):

«Реал Мадрид»: 2013-14
- Чемпіон Румунії (1):

ЧФР (Клуж-Напока): 2018-19